# Nowizna (powieść)
Nowizna (oryg. ros. Нoвь) – ostatnia powieść Iwana Turgieniewa, napisana w 1877.

## Okoliczności powstania utworu
Inspiracją dla napisania Nowizny były osobiste doświadczenia Turgieniewa związane z kontaktami z działaczami ruchu narodnickiego. Pisarz określał swoje poglądy polityczne jako umiarkowanie liberalne, jednak traktował ruch ten jako poważną siłę społeczną, a wielu narodników znał osobiście. Turgieniew nie popierał programu narodników, jednak był zdania, że tylko jego radykalizm może wymusić na caracie ustępstwa w sferze polityki społecznej. Poprzez powieść Nowizna chciał przedstawić swoją ocenę narodnictwa i wskazać najkorzystniejsze jego zdaniem metody działania w przyszłości.

## Treść
Student Aleksy Nieżdanow, członek tajnej organizacji narodnickiej, otrzymuje propozycję pracy jako nauczyciel domowy syna carskiego urzędnika Sypiagina. Na miejscu spotyka jego żonę, Walentynę oraz bratanicę Mariannę Siniecką. Oczarowany Walentyną, dopiero po pewnym czasie dostrzega jej moralną pustkę. Zakochuje się w Mariannie, zwłaszcza gdy odkrywa, że również ona przerażona jest warunkami życia rosyjskiego chłopstwa i pragnie czynnie zaangażować się w ruchu na rzecz ich poprawy. W domu Sypiaginów Nieżdanow spotyka również Kałłomiejcewa, szlachcica i zajadłego reakcjonistę, oraz brata Walentyny Sypiaginy Siergieja Markiełowa, który mimo znacznego majątku sympatyzuje z narodnikami. Nie mogąc wytrzymać atmosfery panującej w domu, Nieżdanow i Marianna decydują się na ucieczkę, w czym pomaga im zarządca fabryczny Wasilij Sołomin. Wspólnie z Markiełowem, agitatorem Kiślakowem i Siłą Paklinem Nieżdanow próbuje organizować grupę działaczy i propagować idee narodnickie wśród chłopstwa. Ich działania kończą się jednak klęską. Nieżdanow nie potrafi przemawiać do chłopów, spotkania z nimi kończą się jedynie upijaniem się. Markiełow zostaje schwytany i wydany policji przez wieśniaków, których chciał wzywać do walki. Nieżdanow zaczyna wątpić w sens swoich działań. Nie czuje się godny ukochanej Marianny, która nadal wierzy w sprawę i stara się jak najlepiej przygotować do "pójścia w lud". W akcie rozpaczy popełnia samobójstwo, w ostatnich chwilach prosząc Mariannę, by poślubiła przedsiębiorczego i pracowitego Sołomina. Tak też się dzieje.

## Wymowa utworu
Nowizna jest w dużej mierze utworem satyrycznym; z jednej strony Turgieniew przedstawia w nim bardzo krytyczny obraz rosyjskiej szlachty, z drugiej strony w sposób prześmiewczy został ukazany również ruch narodnicki. Rosyjscy arystokraci to w powieści albo obłudnicy (Sypiagin), pozujący na liberałów, albo otwarci ultrakonserwatyści (Kałłomiejcew), dostrzegający wszędzie niebezpieczeństwo ze strony "jakobinów", pragnący jedynie szybkiej kariery w carskiej administracji. Z kolei narodnicy, choć pragnący dobra kraju i gotowi do wielu poświęceń, skazani są na porażkę – Nieżdanow to marzyciel, piszący wiersze, lecz niezdolny do porozumienia z idealizowanymi przezeń chłopami. Jego towarzyszka Fiokła Maszurina jest odrażająco brzydka, agitator Kiślakow odbywa niekończące się podróże po kraju, z których nic nie wynika, zaś inni ludzie, którzy wydają im się kandydatami na przyszłych aktywistów, nie rozumieją sensu walki. Całość kończy się zupełnym upadkiem planów Nieżdanowa i jego osobistą katastrofą. Jedynymi osobami, których działalność jest przedstawiona jako sensowna, są Marianna i Sołomin, pragnący przede wszystkim działać na rzecz edukacji ludu, "pracy u podstaw". Postać Sołomina została poddana wyraźnej idealizacji, gdyż Turgieniew traktował ją raczej jako symbol jego postulatów zmian w Rosji niż realną, opartą na faktach figurę.